# 니나가와촌
니나가와촌(蜷川村)은 도야마현 가미니카와군에 설치되었던 촌이다.